# Jacob Moverare
Jacob Moverare (Östersund, Suecia, 31 de agosto de 1998) es un jugador profesional sueco de hockey sobre hielo que se desempeña en la posición de defensor izquierdo en Los Angeles Kings, equipo de la National Hockey League (NHL).

## Carrera
Fue seleccionado en la cuarta ronda en la NHL Entry Draft de 2016. En 2021 hizo su debut profesional con el equipo Los Angeles Kings, donde lleva jugando tres temporadas.